# 碧谷街道
碧谷街道，是中华人民共和国云南省昆明市东川区下辖的一个街道办事处。

## 历史
2019年12月12日，昆明市人民政府批准铜都街道析置为铜都街道和碧谷街道，2020年3月20日碧谷街道正式成立。2025年，调整铜都街道、碧谷街道管辖范围，设立集义街道。

## 行政区划
碧谷街道下辖以下地区：
辖陶苑社区、翔鹏社区、上起嘎社区、糯谷田社区、洗尾嘎社区、新街社区、龙潭社区、小新街社区、营盘社区、碧兴社区、李子沟村、中殿村、大寨村、绿茂村、紫牛村、磨盘山村、老村村、箐口村、梅子村、河里湾村、鲁嘎箐村和嘎德村。